# Realitatea FM
RFM (fost Realitatea FM) este un post de radio din România, înființat la data de 1 noiembrie 2007 de trustul Realitatea-Cațavencu, cu emisie în Snagov .
A fost relansat la data de 20 octombrie 2008, devenind primul radio de tip News & Talk din România și având sloganul „Știe ce spune”.
După desființarea serviciului BBC România, o parte din fosta echipă radio a BBC au venit la Realitatea FM,
de pe 1 septembrie realizând emisiuni proprii, ediții speciale și comentarii în studio. Din iunie 2023, nu mai emite în Alexandria. Din 18 mai 2023, se numește RFM.

## Frecvențe
Frecvențele de emisie ale RFM sunt:
- Snagov - 103.1 FM